# Tom Wilson
Pour les articles homonymes, voir Tom Wilson (homonymie) et Wilson.
Tom Wilson, né le 27 août 1880 à Helena (Montana) et mort le 19 février 1965 à Los Angeles (Californie), est un acteur américain.

## Filmographie

### Années 1910
- 1915 : Naissance d'une nation (The Birth of a Nation) de D. W. Griffith : le serviteur de Stoneman
- 1915 : His Last Deal : Dan Mallory, le père
- 1915 : The Boundary Line
- 1915 : A Man for All That
- 1915 : The Lucky Transfer : Ford
- 1915 : The Emerald Brooch
- 1915 : The Highbinders de Tod Browning
- 1915 : Little Marie
- 1915 : A Yankee From the West : Jim Dorsey, Milford's Pal
- 1915 : Martyrs of the Alamo de Christy Cabanne : Sam Houston
- 1916 : Terrible adversaire (Reggie Mixes In) de Christy Cabanne : The Bouncer
- 1916 : Le Mystère du poisson volant (The Mystery of the Leaping Fish) de Christy Cabanne et John Emerson : Chef de la police I.M. Keene
- 1916 : Le Métis (The Half-Breed) : Curson
- 1916 : Intolérance (Intolerance: Love's Struggle Through the Ages) de D. W. Griffith : le gentil policier (histoire moderne)
- 1916 : Daphne and the Pirate de Christy Cabanne
- 1916 : Hell-to-Pay Austin : Bill
- 1916 : The Little Liar : le père de Maggie
- 1916 : Atta Boy's Last Race : Bill Golden
- 1916 : The Children Pay : Officier
- 1916 : L'Américain (The Americano) de John Emerson : Hartod Armitage White
- 1917 : An Old Fashioned Young Man : Dan Morton
- 1917 : Wild and Woolly : Casey l'ingénieur
- 1917 : La Dette (Pay Me!) de Joseph De Grasse : 'Mac' Jepson
- 1917 : The Yankee Way de Richard Stanton : George Washington Brown
- 1918 : Cheating the Public : 'Bull' Thompson
- 1918 : À chacun sa vie (Amarilly of Clothes-Line Alley), de Marshall Neilan : 'Snitch' McCarthy
- 1918 : Une vie de chien : Policier
- 1918 : Who's Your Father? : Black Father
- 1918 : The Bond : Industry
- 1918 : Charlot soldat (Shoulder Arms) : Training camp sergeant
- 1919 : The Professor : Man in flophouse
- 1919 : Une idylle aux champs (Sunnyside) : patron
- 1919 : Une journée de plaisir (A Day's Pleasure) : Large Husband
- 1919 : Justice (The Greatest Question) : Oncle Zeke

### Années 1920
- 1920 : Ne vous mariez jamais (Don't Ever Marry) : House Detective
- 1920 : Sink or Swim : George Washington Brown
- 1920 : Grain de son (Dinty) de Marshall Neilan et John McDermott
- 1920 : Isobel or The Trail's End : Cpl. Bucky Smith
- 1921 : Le Kid (The Kid) : Policier
- 1921 : Scrap Iron : Bill Dugan
- 1921 : Where Men Are Men (en) de William Duncan : 'Dutch' Monahan
- 1921 : Two Minutes to Go : Football Coach
- 1922 : Red Hot Romance de Victor Fleming : Thomas Snow
- 1922 : Reported Missing : Sam
- 1922 : Le Neuvième Mari d'Eléonore (My Wife's Relations) : frère
- 1922 : Alias Julius Caesar : Mose
- 1922 : Chagrin de gosse (Trouble) de Albert Austin : (non crédité)
- 1922 : Minnie : Boardinhouse Janitor
- 1923 : Quicksands : Sergeant Johnson
- 1923 : Goodbye Girls : Jordan
- 1923 : The Remittance Woman : Higginson
- 1923 : Itching Palms : Mac
- 1923 : Little Johnny Jones
- 1923 : T'excite pas (Soft Boiled) de John G. Blystone : le majordome
- 1923 : The Courtship of Myles Standish
- 1924 : The Love Bandit
- 1924 : On Time : Casanova Clay
- 1924 : His Darker Self : Bill Jackson
- 1924 : The Heart Buster : George
- 1924 : Fools in the Dark : Diploma
- 1924 : Secrets of the Night : Old Tom Jefferson White
- 1925 : Madame Behave : Creosote
- 1925 : The Million Dollar Handicap : Tom
- 1925 : Que personne ne sorte ! (Seven Days) : le policier
- 1925 : American Pluck : Jefferson Lee
- 1925 : Faut qu'ça gaze (California Straight Ahead) de Harry A. Pollard : Sambo
- 1925 : Une nuit de folie (Manhattan Madness) de John McDermott : Porter
- 1925 : Sans crier gare! (The Best Bad Man) : Sam, the butler
- 1926 : The Rainmaker de Clarence G. Badger : Chocolate
- 1926 : Le Dernier Round (Battling Butler) : l'entraîneur
- 1926 : Marquita l'espionne (Across the Pacific) de Roy Del Ruth : Tom
- 1927 : Bring Home the Turkey : Oncle Tom
- 1927 : Le Roman de Manon : A Convict Aboard the Boat
- 1927 : No Control : Asthma
- 1927 : Ham and Eggs at the Front : Ham
- 1928 : Sur les pistes du Sud (The Pioneer Scout) : Handy Anderson
- 1928 : Riley the Cop : Sergent
- 1929 : Le Costaud : Baggage master
- 1929 : Je suis un assassin (The Valiant) : Tom the Printer
- 1929 : Dark Skies : Mike

### Années 1930
- 1930 : Big House : Sandy, Guard
- 1930 : Big Boy (en) d'Alan Crosland : Tucker
- 1930 : Au seuil de l'enfer (The Doorway to Hell) d'Archie Mayo : Big Shot Kelly, un gangster
- 1931 : The Vice Squad : Court Attendant
- 1931 : Oh! Oh! Cleopatra
- 1931 : Sooky : Officer Duncan
- 1932 : L'Express fantôme (The Phantom Express) : Callahan the Roundhouse Foreman
- 1932 : Two Lips and Juleps; or, Southern Love and Northern Exposure
- 1933 : Blondie Johnson : Swede
- 1933 : Girl Missing : Hotel Detective
- 1933 : The Mind Reader : Hank's Friend
- 1933 : Un danger public (Picture Snatcher) de Lloyd Bacon : Leo
- 1933 : Bureau des personnes disparues (Bureau of Missing Persons) de Roy Del Ruth : Tony, Investigator
- 1933 : The Chief : Blink, a Henchman
- 1933 : From Headquarters (en) : Elevator starter
- 1934 : Le Cirque en folie (en) (The Circus Clown) de Ray Enright : Man in Audience
- 1934 : The Personality Kid (en) d'Alan Crosland : White's Trainer
- 1934 : L'Île au trésor (Treasure Island) : Pirate
- 1934 : The Dragon Murder Case (en) d'H. Bruce Humberstone : Detective
- 1934 : La Fine Équipe (6 Day Bike Rider) de Lloyd Bacon : Lame Farmer
- 1934 : Résurrection (We Live Again), de Rouben Mamoulian : Garde
- 1934 : Le Cabochard (The St. Louis Kid) de Ray Enright : Diner Counterman
- 1934 : L'Oiseau de feu (The Firebird) : Moving Man
- 1934 : The Secret Bride : Court Policeman
- 1934 : Murder in the Clouds (en) de D. Ross Lederman : Barkeeper
- 1935 : Sweet Music : Stage Doorman
- 1935 : A Night at the Ritz : Cafe Patron
- 1935 : The Case of the Curious Bride : First Workman
- 1935 : Les Hors-la-loi ('G' Men) : Agent
- 1935 : Casino de Paris (Go Into Your Dance) : Casino de Paree designer
- 1935 : Bureau des épaves : Immigrant
- 1935 : Going Highbrow : Diner in Cafe
- 1935 : The Goose and the Gander : Jack, Baggage Man
- 1935 : Personal Maid's Secret : Pedestrian
- 1935 : Dr. Socrates (en) de William Dieterle : Clem, a Townsman
- 1935 : Moonlight on the Prairie : Rodeo cowboy
- 1935 : Capitaine Blood (Captain Blood) de Michael Curtiz : Pirate
- 1936 : Road Gang : Bull, (guard at Blackfoot)
- 1936 : The Singing Kid : Stage Hand
- 1936 : Treachery Rides the Range : Denver - Henchman
- 1936 : Romance in the Air : Jailer
- 1936 : The Law in Her Hands : Second trial jury foreman
- 1936 : Vingt-cinq Ans de fiançailles (Early to Bed), de Norman Z. McLeod : Joe
- 1936 : Guerre au crime (Bullets or Ballots) : Jailer
- 1936 : The Big Noise : Talkative Sign Painter
- 1936 : L'Ange blanc (The White Angel) : Man 'Cooking' Shirts
- 1936 : Earthworm Tractors de Ray Enright : Accident Spectator
- 1936 : Hot Money : Chris
- 1936 : The Case of the Velvet Claws : First bailiff
- 1936 : Love Begins at Twenty : Fred, Detective
- 1936 : Sur la piste de l'Ouest (en) (Trailin' West) de Noel M. Smith : Livery Stable Proprietor
- 1936 : Down the Stretch : Court policeman
- 1936 : The Case of the Black Cat (en) de William C. McGann et Alan Crosland : Waffle shop construction foreman
- 1936 : The Captain's Kid : Bill Brown
- 1936 : King of Hockey : Penalty Timekeeper
- 1936 : En parade (Gold Diggers of 1937) de Lloyd Bacon et Busby Berkeley : Baggage man
- 1937 : Smart Blonde : Janitor with Garden Hose
- 1937 : Once a Doctor : Policeman at Accident Site
- 1937 : Midnight Court : Tough Vagrant
- 1937 : Land Beyond the Law (en) de B. Reeves Eason : First Town Loafer
- 1937 : Le Prince et le Pauvre (The Prince and the Pauper) : One-eyed beggar
- 1937 : Les conquérants de l'Ouest (en) (The Cherokee Strip) de Noel M. Smith : M.. Hellman, Jury Foreman
- 1937 : The Go Getter : Pete, a Logger
- 1937 : The Case of the Stuttering Bishop : Yacht Club Attendant Watchman
- 1937 : Voleurs d'or (en) (Blazing Sixes) de Noel M. Smith : Bartender
- 1937 : La ville gronde : Farmer in Courtroom
- 1937 : Dance Charlie Dance : Second Carpenter
- 1937 : Confession : Man in Court Sitting Next to Mrs. Koslov
- 1937 : La Revue du collège (Varsity Show) de William Keighley : Stagehand
- 1937 : Wine, Women and Horses : Truck driver
- 1937 : Alcatraz Island : Courtroom Spectator / Jury Foreman
- 1937 : The Adventurous Blonde : Extra, Onlooker
- 1937 : Sous-marin D-1 (Submarine D-1)  de Lloyd Bacon : Visiteur au Roseland
- 1937 : She Loved a Fireman : Dance contest spectator
- 1938 : Sergeant Murphy : Slaughterhouse Horse Handler
- 1938 : Romance Road : Dynamiter
- 1938 : Penrod and His Twin Brother : Herman
- 1938 : Daredevil Drivers : Husky Bus Passenger
- 1938 : He Couldn't Say No : Mover Bringing Statues
- 1938 : Over the Wall : Pinball Proprietor
- 1938 : Torchy Blane in Panama : Brother Rayne, a Leopard
- 1938 : Crime School : Guard
- 1938 : My Bill : Onlooker
- 1938 : Heart of the North : Jost customer / Mob leader
- 1938 : La Vallée des géants (Valley of the Giants) : Landowner
- 1938 : Nuits de bal : Square Dance Caller
- 1938 : Nancy Drew -- Detective : Brennan, the Gate Guard
- 1939 : King of the Underworld : Deputy
- 1939 : L'Île du Diable (Devil's Island) de William Clemens : Emil, un prisonnier
- 1939 : Je suis un criminel (They Made Me a Criminal) : Kid Tacoma (second fight trainer)
- 1939 : Women in the Wind : Cleveland Spectator
- 1939 : The Kid From Kokomo : Old Man in Fistfight
- 1939 : Le Châtiment (You Can't Get Away with Murder) : Pool Hall Proprietor
- 1939 : Nancy Drew... Trouble Shooter : Milt
- 1939 : Filles courageuses (Daughters Courageous) de Michael Curtiz : l'homme qui regarde la piscine
- 1939 : Hell's Kitchen (en) : Garde
- 1939 : Le Vainqueur (Indianapolis Speedway) : Racetrack Official
- 1939 : The Angels Wash Their Faces : Policier
- 1939 : Slapsie Maxie's : Nightclub Guest
- 1939 : Dust Be My Destiny : Work Farm Guard
- 1939 : Smashing the Money Ring : Convict 18701 in Print Shop
- 1939 : Kid Nightingale : Handler
- 1939 : Nous ne sommes pas seuls (We Are Not Alone) d'Edmund Goulding :Extra on Bench in Amusement Park
- 1939 : Private Detective : Man Seeing Jinx's Getaway

### Années 1940
- 1940 : Castle on the Hudson : Convict in Yard
- 1940 : Three Cheers for the Irish de Lloyd Bacon : Bottle Thrower in Bar
- 1940 : Torrid Zone : Passerby as Train Moves
- 1940 : Pony Express Days : Man Outside of Russell, Majors & Waddell's
- 1940 : L'Homme qui parlait trop (The Man Who Talked Too Much) : Prisoner
- 1940 : Une femme dangereuse (They Drive by Night) : Man outside Barney's
- 1940 : Gambling On the High Seas : Sylvania Crewman
- 1940 : River's End (en) : Square-dance caller
- 1940 : Money and the Woman : M.. Crane
- 1940 : Tugboat Annie Sails Again : Big guy on dock
- 1940 : Always a Bride : Charlie
- 1940 : South of Suez : Tavern patron
- 1941 : Des pas dans la nuit (Footsteps in the Dark) : Burlesque patron yelling, « You said it, blondie! »
- 1941 : Knockout : Mac, Man in Gym
- 1941 : Strange Alibi : Prison Yard guard
- 1941 : L'Amour et la Bête (The Wagons Roll at Night) de Ray Enright : Barker
- 1941 : L'Homme de la rue (Meet John Doe) de Frank Capra : Man in Diner / Man in Radio Station Audience
- 1941 : Sergent York (Sergeant York) : Turkey shoot participant
- 1941 : Bullets for O'Hara (en) : Fisherman
- 1941 : Bad Men of Missouri (it) de Ray Enright : Carpetbagger #2 in Montage
- 1941 : Three Sons o' Guns : Expressman
- 1941 : One Foot in Heaven : Fireman Angus
- 1944 : L'amour est une mélodie (Shine on Harvest Moon) de David Butler : Stage Hand
- 1944 : Trial by Trigger : Tom (Palace Bar bartender)
- 1947 : L'Amant sans visage (Nora Prentiss) : Courtroom Extra
- 1947 : Stallion Road de James V. Kern : Sam, Teller's Groom
- 1947 : Monsieur Verdoux : Garden Party Guest
- 1948 : Embraceable You : Newspaper Deliveryman
- 1949 : John Loves Mary : Hotel Porter

### Années 1950
- 1950 : Perfect Strangers : Lunchroom Extra / Courtroom Spectator
- 1950 : The Great Jewel Robber : Convict
- 1950 : La Petite : Passerby
- 1951 : La Femme à abattre (The Enforcer) : Passerby
- 1951 : I Was a Communist for the FBI : Barfly / Union Meeting Extra
- 1951 : Inside the Walls of Folsom Prison : Donovan's Cellmate
- 1951 : La Femme de mes rêves (I'll See You in My Dreams) : Man in Sing-along Audience
- 1952 : The Story of Will Rogers de Michael Curtiz : Extra in Wings
- 1952 : Strange Fascination : Printing Foreman
- 1953 : La Taverne des révoltés (The Man Behind the Gun) de Felix E. Feist (rôle non crédité) : Patron du saloon fuyant l'incendie
- 1953 : Thy Neighbor's Wife
- 1954 : Une étoile est née (A Star Is Born) : Stagehand carrying poles
- 1955 : Les Implacables (The Tall Men) : Miner
- 1955 : Le Train du dernier retour (The View from Pompey's Head) de Philip Dunne : Trainman
- 1955 : Le Rendez-vous de quatre heures (Texas Lady) de Tim Whelan : Extra at Fandango
- 1956 : Immortel Amour de Rudolph Maté : Auction Extra
- 1956 : Edge of Hell
- 1958 : Cole Younger, Gunfighter : Juror
- 1959 : Le Courrier de l'or (Westbound) : Townsman
- 1959 : L'Homme aux colts d'or (Warlock) : Townsman
- 1959 : La police fédérale enquête (The FBI Story) : Chicago passerby

### Années 1960
- 1961 : A Fever in the Blood : Courtroom Extra
- 1961 : Monte là-d'ssus (The Absent Minded Professor) : Fisherman Spectator
- 1963 : Ma femme est sans critique (Critic's Choice) de Don Weis : First Nighter in Audience